# 며느리밑씻개
며느리밑씻개 또는 사광이아재비는 마디풀과에 딸린 덩굴성 한해살이풀이다. 한국 원산이며 중국·일본·러시아 극동부에도 서식한다.

## 이름
치질 예방에 쓰인 것에서 유래했다는 설과 화장지가 귀하던 시절에 시어머니가 며느리를 미워하여 부드러운 풀잎 대신 가시가 있는 이 풀로 뒤를 닦도록 했다는 데서 유래했다는 설 도 있으나 일본 꽃이름 '의붓자식의 밑씻개'(ママコノシリヌグイ)에서 왔다는 것이 정설이다. 며누리밑씻개·가시덩굴여뀌라고도 부른다. 며느리밑씻개의 일제 강점기 이전 이름은 ‘사광이아재비’인데, 여기서 ‘사광이’는 ‘살쾡이’, 즉 ‘산에 사는 야생 고양이’라는 의미다.

## 생태
길가나 빈터 같이 습한 곳에서 덩굴져 자란다. 며느리배꼽과 닮았는데, 잎자루가 잎몸 밑면에 붙는 며느리배꼽과 달리 며느리밑씻개는 삼각형 잎몸의 밑변에 잎자루가 붙어서 구별한다. 길이 1-2m쯤 되며 가지가 많이 갈라지고 줄기는 네모진다. 잎자루와 줄기에 갈고리 모양의 가시가 아래를 향해 많이 난다. 잎은 어긋나고 긴 잎자루가 있으며 삼각형 모양이다. 꽃은 7~8월에 줄기 끝에 모여 핀다. 꽃잎처럼 보이는 꽃받침이 연분홍색이며, 꽃잎은 없다. 열매는 9월경에 맺으며 둥글고 끝이 뾰족한데 며느리배꼽과 달리 광택이 나지 않으며 검게 익는다.

## 관리 및 번식법
관리법 : 어느 곳에서나 잘 자라며 날카로운 가시에 찔리지 않도록 조심해야 한다. 따라서 사람의 왕래가 적은 곳에 심고 물은 3~4일 간격으로 준다.
번식법 : 9월에 종자를 받아 종이에 싸서 보관 후 이듬해 봄에 뿌린다.

## 쓰임새
어린잎을 살짝 데치거나 생채를 나물로 무쳐 먹는다. 된장국 따위의 국거리로 쓰고 가루를 묻혀 튀김을 해 먹는다. 한방에서 땅 위에 나온 식물체를 낭인(廊茵)이라 하며, 약으로 쓴다. 상처가 부은 것을 삭아 없어지게 하며, 피를 소통시켜 주고 어혈(瘀血)을 없애주는 효능이 있다. 치질, 습진 등의 증상에 쓴다.

## 사진

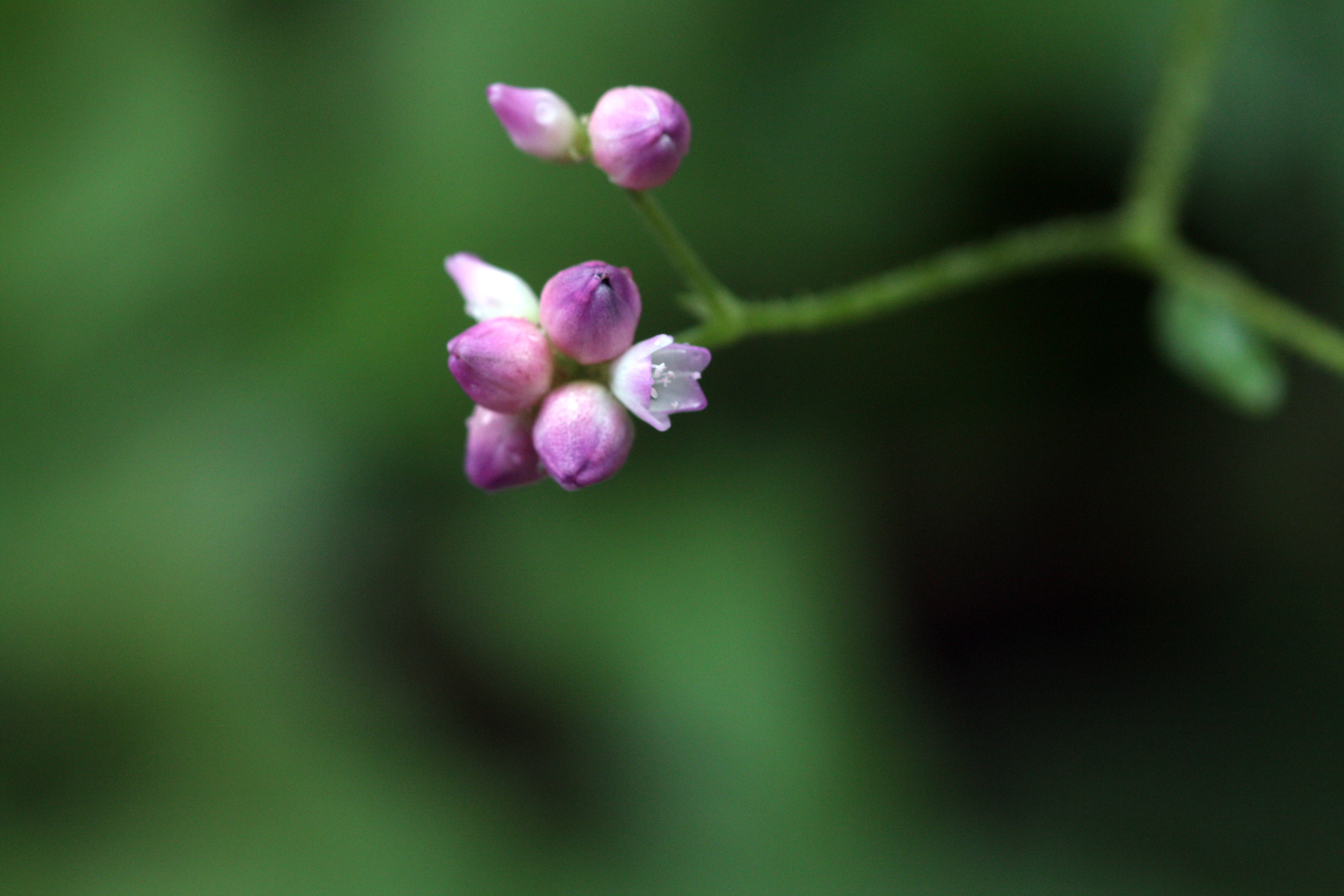
꽃
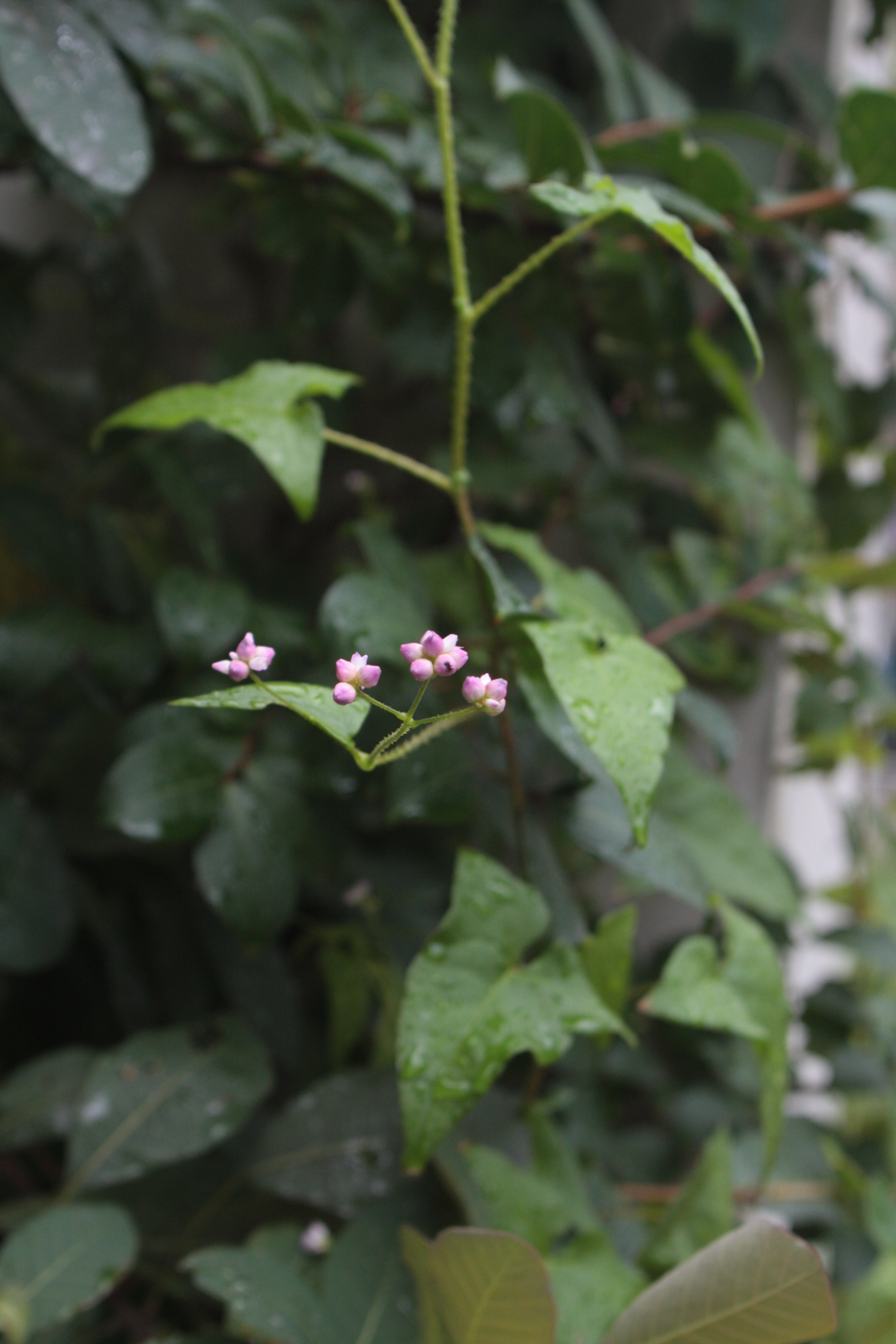
꽃차례
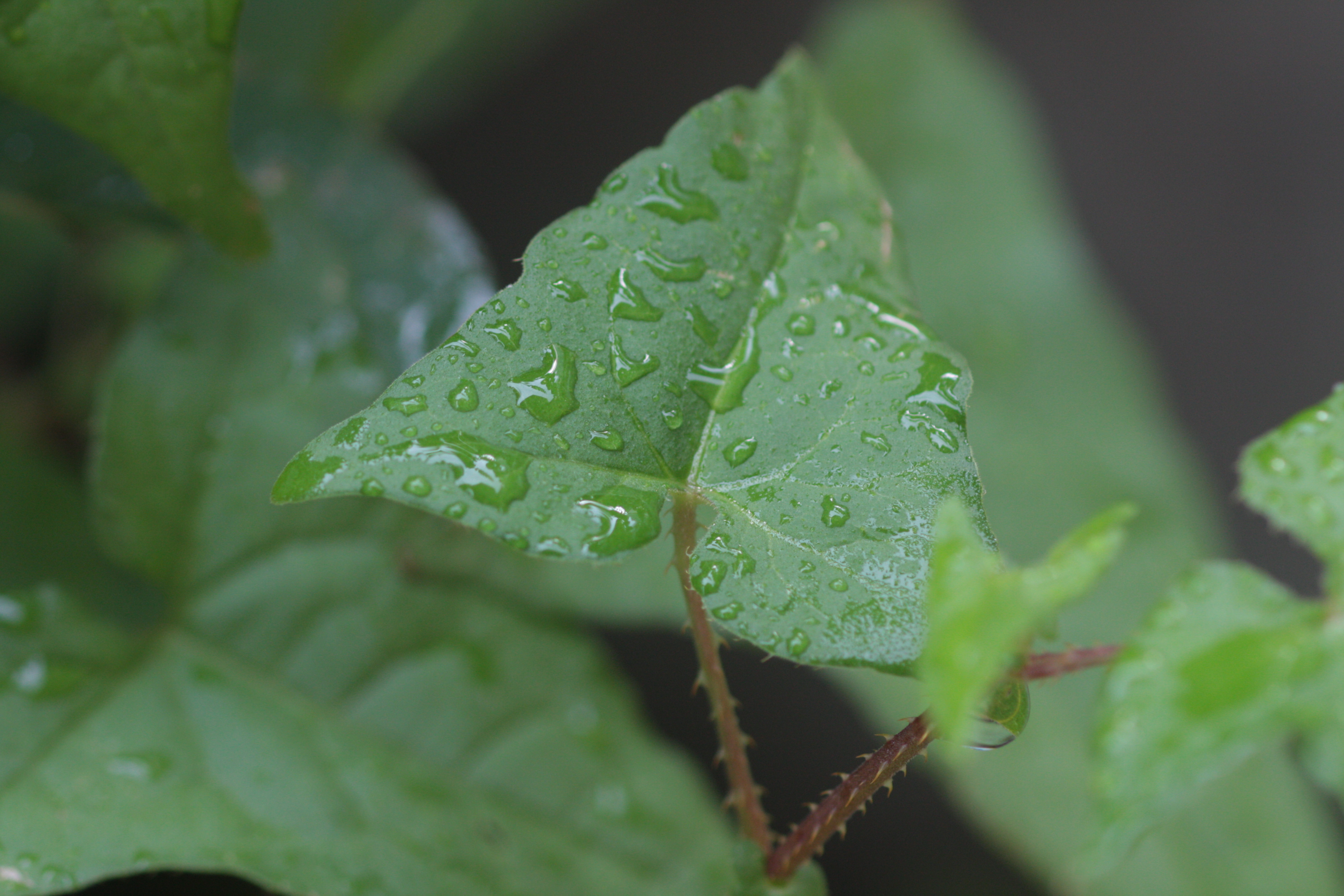
잎
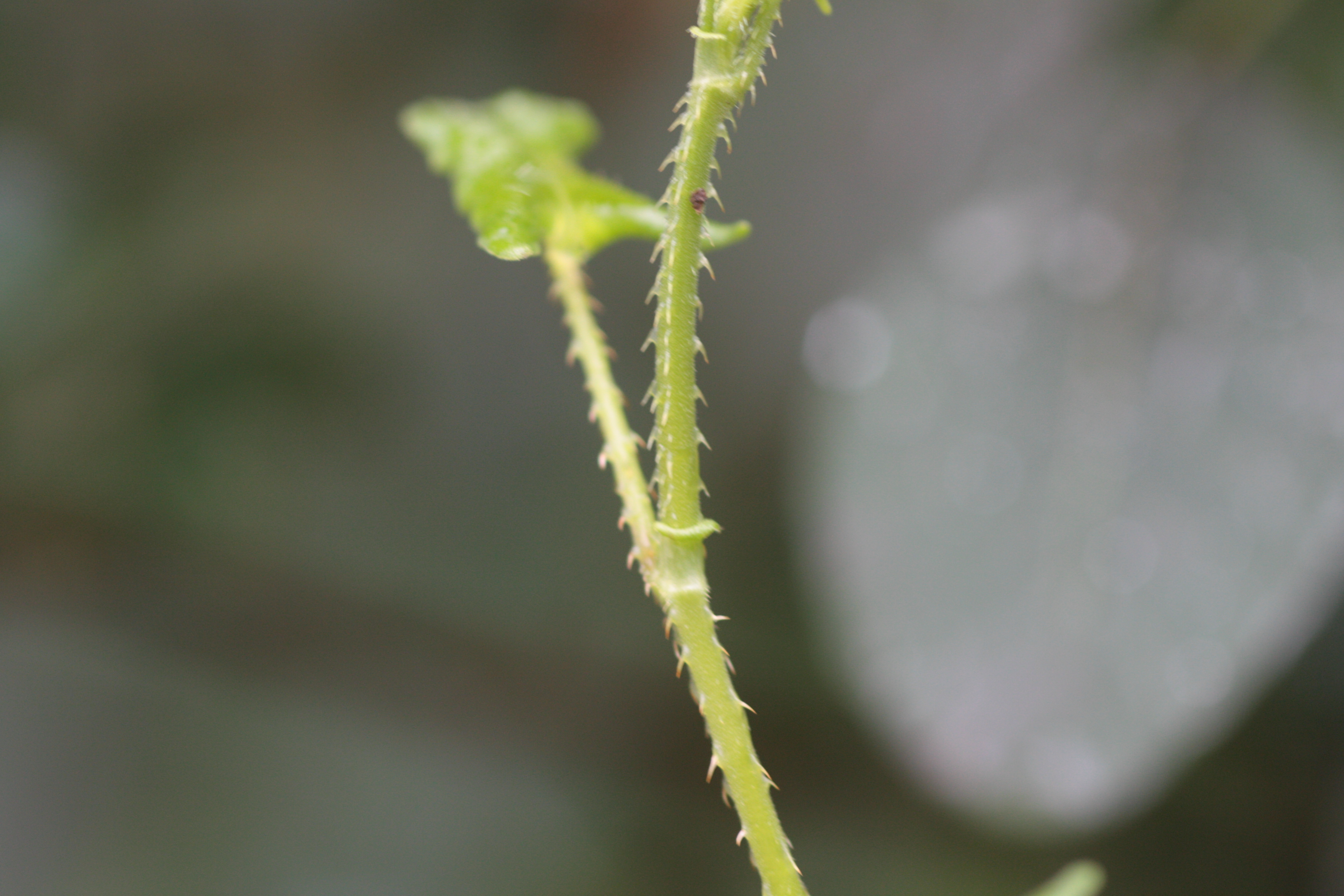
줄기에 난 가시

## 참고 문헌
- 고경식·김윤식, 《원색한국식물도감》(아카데미서적, 1988)
- 이동혁, 《오감으로 찾는 우리 풀꽃》(도서출판 이비컴, 2007) ISBN 978-89-89484-57-8
- 풀베개